# Cohors II Alpinorum

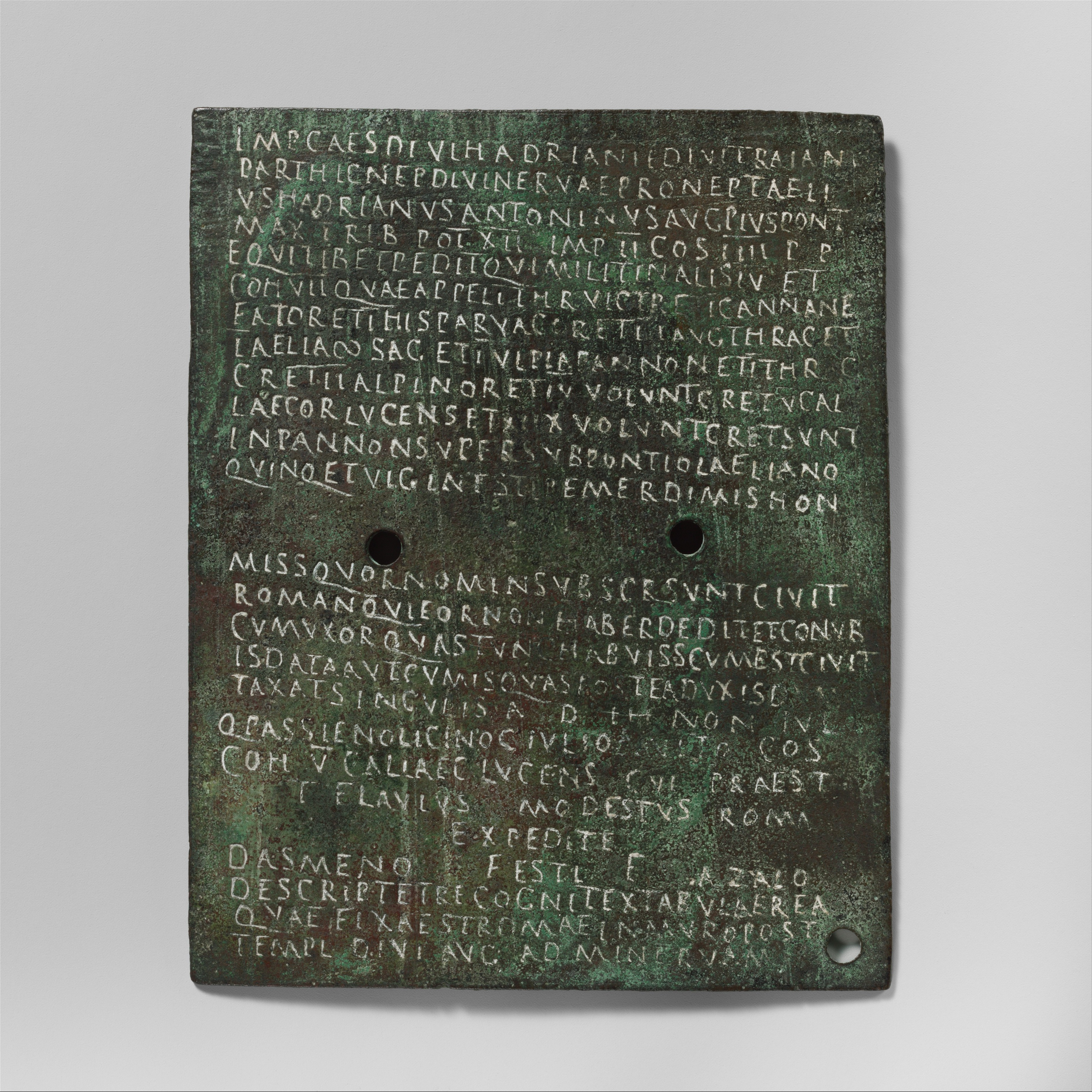
Das Militärdiplom vom 5. Juli 149 n. Chr.

Die Cohors II Alpinorum [equitata] (deutsch 2. Kohorte der Alpenbewohner [teilberitten]) war eine römische Auxiliareinheit. Sie ist durch Militärdiplome, Inschriften und Ziegelstempel belegt. In der Inschrift (AE 1974, 454) wird sie als Cohors II Alpina bezeichnet.

## Namensbestandteile
- Alpinorum: der Alpenbewohner. Die Soldaten der Kohorte wurden bei Aufstellung der Einheit aus den Volksstämmen rekrutiert, die in den Alpen rings um die röm. Provinz Gallia cisalpina siedelten.[1]

- equitata: teilberitten. Die Einheit war ein gemischter Verband aus Infanterie und Kavallerie. Der Zusatz kommt in der Inschrift (CIL 3, 3646) vor.

Da es keine Hinweise auf den Namenszusatz milliaria (1000 Mann) gibt, war die Einheit eine Cohors (quingenaria) equitata. Die Sollstärke der Kohorte lag bei 600 Mann (480 Mann Infanterie und 120 Reiter), bestehend aus 6 Centurien Infanterie mit jeweils 80 Mann sowie 4 Turmae Kavallerie mit jeweils 30 Reitern.

## Geschichte

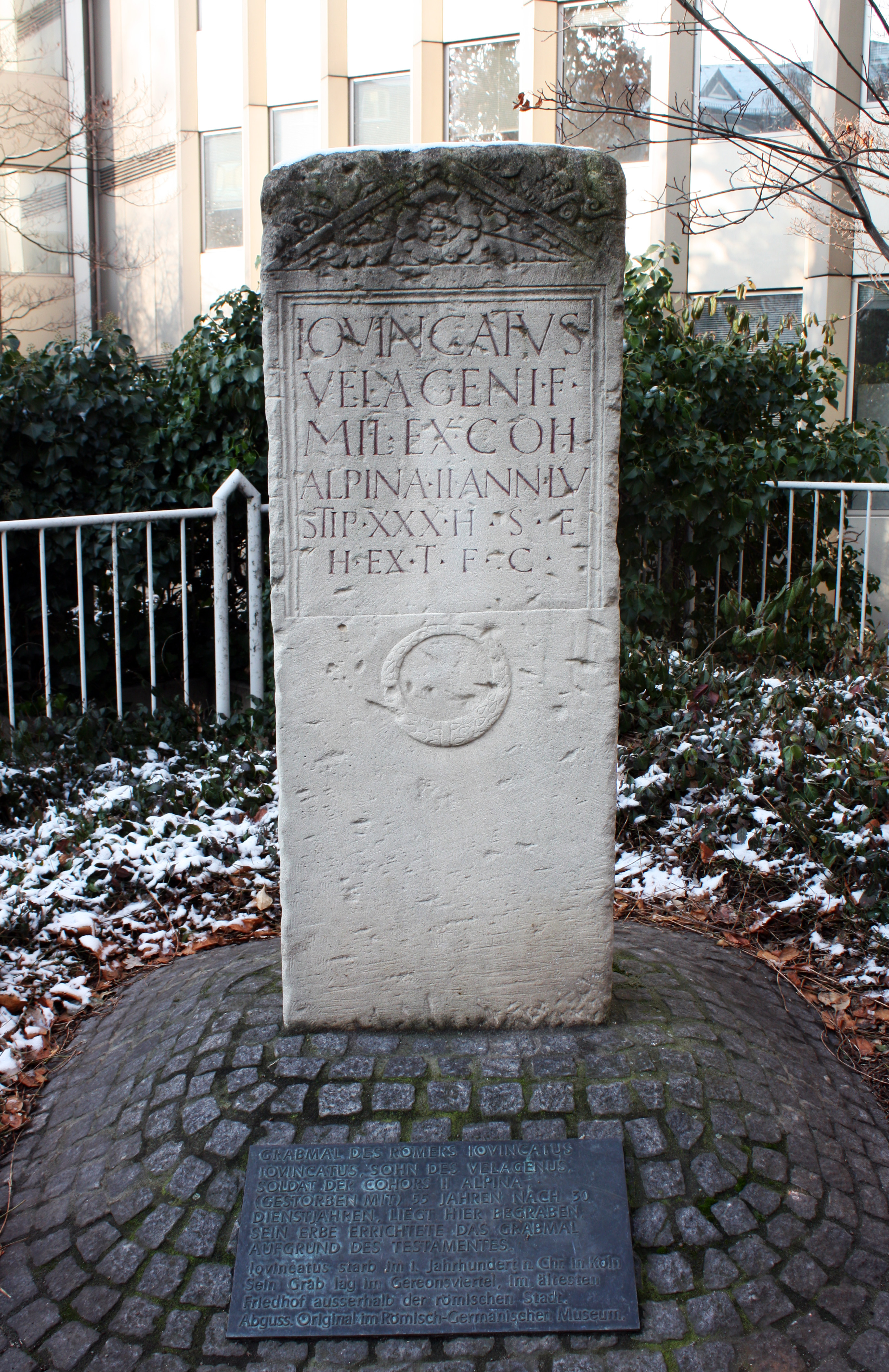
Der Grabstein von Iovincatus

Die Kohorte war in den Provinzen Illyricum und Pannonia (in dieser Reihenfolge) stationiert. Sie ist auf Militärdiplomen für die Jahre 60 bis 163 n. Chr. aufgeführt.
Der erste Nachweis der Einheit in der Provinz Illyricum beruht auf einem Diplom, das auf das Jahr 60 datiert ist. Die Kohorte hielt sich danach möglicherweise während der Regierungszeit von Vespasian (69–79) in der Provinz Germania auf.
Zu einem unbestimmten Zeitpunkt wurde die Einheit in die Provinz Pannonia verlegt. Der erste Nachweis in Pannonia beruht auf einem Diplom, das auf das Jahr 84 datiert ist. In dem Diplom wird die Kohorte als Teil der Truppen (siehe Römische Streitkräfte in Pannonia) aufgeführt, die in der Provinz stationiert waren. Weitere Diplome, die auf 102 bis 163 datiert sind, belegen die Einheit in derselben Provinz (bzw. ab 110 in Pannonia inferior und ab 126 in Pannonia superior).
Der letzte Nachweis der Kohorte beruht auf der Inschrift (AE 1982, 799), die auf 222/235 datiert wird.

## Standorte
Standorte der Kohorte in Pannonia waren möglicherweise:
- Ad Flexum[4] (Mosonmagyaróvár)
- Cirpi (Dunabogdány): Mehrere Inschriften wurden hier gefunden.
- Mursa (Osijek): Der Grabstein von Velagenus Ulattius wurde hier gefunden.
- Quadrata (Lébény): Ziegel mit dem Stempel COH II A (RHP 236) wurden hier gefunden.

Ziegel mit dem Stempel COH II ALP (AE 1966, 00301a) wurden in Baratfold gefunden.

## Angehörige der Kohorte
Folgende Angehörige der Kohorte sind bekannt.

### Kommandeure
| - [?], ein Präfekt (CIL 14, 3903) - A(ulus) Plautius Bassianus, ein Präfekt (CIL 3, 3646) - Cl(audius) Claudianus, ein Präfekt (AE 1982, 798) | - M(arcus) Longinius Longus: er wird auf dem Diplom von 154 als Kommandeur der Kohorte genannt. - T(itus) Caesius Marti[]: er wird auf dem Diplom von 152 als Kommandeur der Kohorte genannt. |

### Sonstige
| - [?], ein Soldat und Vexillarius (CIL 3, 3261) - Ael(ius) Serenianus, ein Soldat (CIL 3, 6454) - Iovincatus, ein Veteran (AE 1974, 454) - Longinus, ein Centurio (AE 1913, 135) - P(ublius) Petron(ius) Ursus, ein Reiter und Tubicen (CIL 3, 10589) | - Primus, ein Custos armorum (AE 1913, 135) - Sep(timius) Bauleus, ein Reiter und Capsarius (CIL 3, 13386) - Tertius, ein Fußsoldat: das Diplom von 152 wurde für ihn ausgestellt. - Ursio, ein Fußsoldat: das Diplom von 154 wurde für ihn ausgestellt. - Velagenus Ulattius, ein Reiter (AE 1913, 135) |